# Astérix and the Magic Cauldron
 (octobre 2018).
Si vous disposez d'ouvrages ou d'articles de référence ou si vous connaissez des sites web de qualité traitant du thème abordé ici, merci de compléter l'article en donnant les références utiles à sa vérifiabilité et en les liant à la section « Notes et références ».
Astérix and the Magic Cauldron est un jeu vidéo d'aventure sorti en 1986 sur Amstrad CPC 464, Sinclair ZX Spectrum et Commodore 64. Il est développé par Beam Software et édité par Melbourne House,,,.

## Scénario
Alors que Panoramix prépare sa potion magique, Obélix lui demande une énième fois s'il peut y goûter. Ayant essuyé un nouveau refus, ce dernier ne maîtrisant pas sa force donne un coup de pied dans le chaudron servant à la préparation de la mixture. Ce dernier s'envole et éclate en huit pièces avant de s'éparpiller au loin. Panoramix explique à Astérix que sans son chaudron magique, il ne peut préparer de potion magique. Après avoir récupéré le peu de gouttes de potion qui restait, Astérix et Obélix doivent donc partir à la recherche des pièces du chaudron magique.

## Système de jeu
Le joueur incarne Astérix tout au long du jeu et dispose de 5 vies pour récupérer les pièces du chaudron, le nombre de pièces étant affiché dans l'interface. Le joueur dispose d'une réserve de 2 sangliers, il lui faut en chasser pour que son personnage ne puisse mourir de faim. Obélix est présent au début du jeu mais il ne fait que suivre Astérix. Le jeu propose de récupérer des objets au long du jeu, dont les pièces du chaudron, mais aussi des objets bonus comme des pommes ou des sesterces. Astérix dispose dès le début du jeu d'une seule et unique gourde de potion magique qui le rend temporairement invincible.
Lorsque le personnage rencontre un ennemi, le système passe d'un jeu d'aventure, rappelant le premier The Legend of Zelda, à un jeu de combat. Il est possible de combattre des romains, des gladiateurs et des sangliers.
Il est également possible de ramasser une clé qui sert à ouvrir la porte d'un cachot dans une arène romaine.

## Versions
La version Commodore 64 est la seule version à disposer de musiques. Les versions Amstrad et Spectrum sont muettes.
La franchise Astérix n'ayant pas un impact significatif aux États-Unis, le jeu est modifié pour être vendu sous le nom Ardok the Barbarian. Le jeu est sensiblement le même, Astérix et Obélix sont remplacés par deux gaulois et le nombre de pièces de chaudron est baissé à 7.